# シシュガンビス
シシュガンビス、又はシシガンビス、（古代ギリシャ語：Σισύγαμβις, 仏語、英語：Sisygambis, ? - 紀元前323年）は、アケメネス朝ペルシアの王アルタクセルクセス2世の娘である。王族のアルサメスと結婚し、アケメネス朝ペルシアの最後の王となるダレイオス3世を生んだ。

## 生涯
紀元前333年のイッソスの戦いで、ダレイオス3世の軍は敗れ、ダレイオスは、自らの母シシュガンビス、妻のスタテイラ1世と子供達を含む家族を置き去りにして逃走した。アレクサンドロス3世は彼女達を捕虜としたが、丁重に扱った。捕らえられたシシュガンビスらとアレクサンドロスが対面した際、アレクサンドロスは友人ヘファイスティオンを連れていたが、シシュガンビスはアレクサンドロスより体格がよく美しかったヘファイスティオンを王と勘違いしその前にひれ伏した。その後勘違いに気づきアレクサンドロスの前にひれ伏したシシュガンビスに対し、アレクサンドロスは「心配されるな、この者もまたもう一人のアレクサンドロスなのだから」と答えたという。ダレイオスの妃スタテイラ1世は紀元前332年頃に子供を生んで死去したが、この子供はアレクサンドロスの子供であると考えられている。
歴史家のクィントゥス・クルティウス・ルフスによると、シシュガンビスはダレイオスを決して許さず、彼の死が伝えられると「私には1人の息子（アレクサンドロス）しかいない。彼は全ペルシアの王だ」と語ったという。彼女は、紀元前324年に孫娘のスタテイラ2世をアレクサンドロスに嫁がせた。同時にスタテイラの妹ドリュペティスはヘファイスティオンと結婚している。翌紀元前323年、アレクサンドロスの死を聞くと、シシュガンビスは部屋に閉じこもり、5日後に悲しみと飢えで死んだといわれる。
マックス・ヴォルフが1916年に発見した小惑星は、彼女の名前に因んでシシガンビスと名付けられた。